# 鈍吻擬鮋
鈍吻擬鮋（学名：Scorpaenopsis obtusa）是輻鰭魚綱鮋形目鮋亞目鮋科的其中一種，為熱帶海水魚，分布於中西太平洋菲律賓、巴布亞紐幾內亞海域，棲息深度0-15公尺，體長可達10公分，棲息在珊瑚礁底層水域，生活習性不明。

## 扩展阅读
維基物種上的相關：鈍吻擬鮋